# Choulima bina
Choulima bina är en insektsart som beskrevs av Zhang 1989. Choulima bina ingår i släktet Choulima och familjen dvärgstritar. Inga underarter finns listade i Catalogue of Life.